# Hepsetus odoe
La famiglia degli Hepsetidae è rappresentata da una sola specie, conosciuto solitamente come luccio (o caracide) africano. In effetti è una specie affine ai Caracidi.

## Distribuzione e habitat
Diffuso in Africa, dal Senegal all'Angola, inclusi i fiumi Niger, Volta, Chad, Ogowe, Zambesi e Okavango. Escluso il Nilo, il Congo (corso nello Stato Zambia) e i grandi laghi.

## Descrizione
Hepsetus odoe è un pesce allungato: ricorda nella forma un luccio e una trota: ha corpo giallo argentato con squame dai riflessi metallici. Fasce chiare e scure si irradiano dietro l'occhio. Possiede una pinna adiposa nera. Le pinne sono giallo-trasparenti e a volte presentano screziature nere. Gli occhi sono grandi e la grossa  mascella ben fornita di denti. Raggiunge i 70 cm di lunghezza per 4 kg di peso. Vive massimo 5 anni.

## Riproduzione
È un pesce oviparo: dopo l'accoppiamento costruisce un nido di bolle dove depone le uova fecondate.

## Alimentazione
È un grande predatore che vive nei corsi tranquilli dei fiumi e delle zone con acque ferme (anse); si ciba di pesci (principalmente del genere Synodontis) invertebrati e anfibi.

## Interazioni con l'uomo
Non è un pesce pericoloso per l'uomo. Il Luccio Africano viene pescato per l'alimentazione nei paesi di origine; è inoltre pescato per pesca sportiva e per uso commerciale, in quanto è di interesse acquariofilo.